# トゥアンク・ミザン・ザイナル・アビディン・モスク
座標: 北緯2度55分9.5秒 東経101度40分51.3秒 / 北緯2.919306度 東経101.680917度
トゥアンク・ミザン・ザイナル・アビディン・モスク（別名鉄のモスク、マレー語：Masjid Tuanku Mizan Zainal AbidinまたはMasjid Besi）は、マレーシア、プトラジャヤに所在する、プトラ・モスクに次ぐ主要なモスクである。プトラジャヤ第3地区、パレス・オブ・ジャスティスの向かいに位置している。2004年4月に着工し、2009年8月に完成し、2010年6月11日に、第13代マレーシア国王ミザン・ザイナル・アビディンにより正式に公開された。
このモスクは、プトラジャヤ中心地ならびに第2、第3、第4および第18地区で働く公務員らを含めた約24,000人の近隣住民のために建設された。このモスクの敷地面積は、2.2キロメートル北に所在するプトラ・モスクの約２倍である。

## 特徴
「鉄のモスク」は、地域冷房システム、扇風機および空調システムを有している点に特色がある。このモスクはドイツおよび中国から輸入した「人工ワイヤーメッシュ」を用いており、この素材はマドリードのエスタディオ・サンティアゴ・ベルナベウやパリのフランス国立図書館でも使用されている。正面玄関はガラス繊維補強コンクリートにより補強されている。外装に用いられているガラスの質が高いために、遠方から眺めると、モスクの外側は白色に見える。
このモスクの入り口は、キブラット・ウォークと呼ばれる、13,639平方メートルの広さを有するスカイウォークに接続している。キブラット・ウォークは、アルハンブラの古城の風景になぞらえた作りとなっている。内装は、スルス体で記載されたアッラーフの99の美名により装飾されている。礼拝堂への入り口は、クルアーンの夜の旅のスーラの第80節によって装飾されている。
礼拝堂には、ドイツから輸入した、13メートルの高さのガラスで作られたミフラーブがあり、ミフラーブの右側は雌牛のスーラにより、左側はイブラーヒームのスーラにより、それぞれ装飾されている。ミフラーブの壁は、これらのスーラの文字があたかも宙に浮いているかのようなイリュージョンを作り出すため、光の反射を防ぐように作られている。モスクの屋根の縁は40フィートの長さになっており、礼拝堂の外で祈る人々も雨に濡れないようになっている。